# Xiphichilus tenuissimoides
Xiphichilus tenuissimoides är en kräftdjursart som beskrevs av Joseph Swain 1967. Xiphichilus tenuissimoides ingår i släktet Xiphichilus och familjen Paradoxostomatidae. Inga underarter finns listade i Catalogue of Life.